# Station Borkel en Schaft
Station Borkel en Schaft (Bsch) is een voormalige stopplaats aan de spoorlijn Winterslag - Eindhoven. Het station werd geopend in 1921 en gesloten op 15 oktober 1939.